# Parachoerus wagneri
O taguá (Parachoerus wagneri ou Catagonus wagneri) é uma espécie de mamífero artiodáctilo da família dos Taiaçuídeos (Tayassuidae). Diferentes fontes o incluem seja no gênero Parachoerus, seja no gênero Catagonus. Ocorre no Chaco do Paraguai, Bolívia e Argentina. A população é estimada em cerca de 3000 indivíduos. Acredita-se que é grupo-irmão do extinto gênero Platygonus.
A espécie foi originalmente descrita a partir de fósseis em 1904 e acreditava-se ser uma espécie extinta. Em 1971, o animal foi descoberto na região do Chaco, na província de Salta, na Argentina. A espécie era bem conhecida pelos povos nativos da região e era conhecido pelo nome de taguá.

## Habitat
Os Parachoerus wagneri têm o apelido de "porcos do inferno verde" devido ao seu habitat selvagem e impenetrável, confinado a áreas secas e quentes. O Gran Chaco é uma área de 140.000 km² dominada por árvores e arbustos espinhosos. Os seios nasais desta espécie permitem combater condições secas e poeirentas. Suas pernas são tão pequenas que permitem que ele manuseie bem entre as plantas espinhosas.

## Características
Chegam ter um comprimento médio de 1,1 m. É caracterizada por um pelo um pouco mais claro que o anterior, sem a presença de manchas específicas, com as orelhas e o focinho maiores que nas outras duas espécies.

## Descobrimento
Houve evidências de sua existência desde 1930 por fósseis encontrados em um sítio arqueológico em Santiago del Estero, Argentina; e inicialmente foi considerada uma espécie extinta.
Mais tarde, em algum momento entre 1971 e 1974, um grupo de queixadas de espécies incertas foi descoberto vivendo no Chaco paraguaio. Em 1975, o Prof. Wetzel anuncia essa descoberta em um artigo publicado na revista Science intitulado: Catagonus an “extinct” peccary, alive in Paraguay. (Science: Vol 189. Pag: 379 - 381).